# Линдси-Кроуфорд, Джордж, 21-й граф Кроуфорд
Джордж Линдси-Кроуфорд (англ. George Lindsay-Crawford; 14 марта 1728 — 11 августа 1781) — британский аристократ, 21-й граф Кроуфорд и 5-й граф Линдси с 1749 года.

## Биография
Джордж Линдси принадлежал к младшей ветви знатного англо-шотландского рода, известного с XI века и владевшего баронией Кроуфорд на юге Ланаркшира. Он родился в 1723 году в семье Патрика Линдси-Кроуфорда, 2-го виконта Гарнока, потомка по мужской линии Джона Линдси, 17-го графа Кроуфорда и 1-го графа Линдси, и Маргарет Хоум. В 1749 году, после смерти своего кузена Джона Линдси, 20-го графа Кроуфорда и 4-го графа Линдси, Джордж унаследовал семейные владения и титулы.
Граф женился в 1755 году на Джин Гамильтон, дочери Роберта Гамильтона и Джин Митчелл. В этом браке родились:
- Джоан (умерла в 1778), жена Арчибальда Монтгомери, 11-го графа Эдлингтона[5][6];
- Джордж (1758—1808), 22-й граф Кроуфорд[5][7].